# Shaylee Mansfield

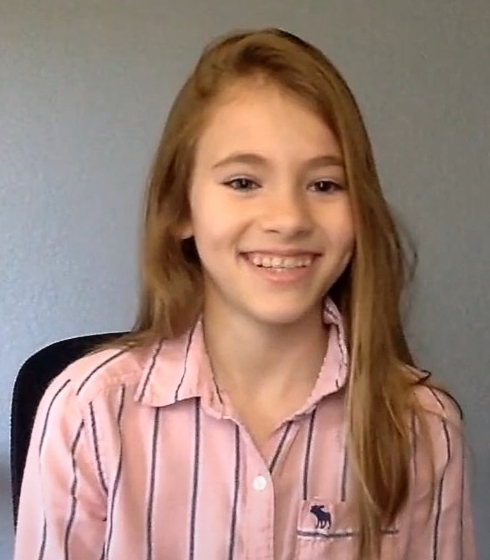
Shaylee Mansfield (2020)

Shaylee Mansfield (* 6. April 2009 in Burbank, Kalifornien) ist eine gehörlose US-amerikanische Schauspielerin und YouTuberin.

## Leben und Karriere
Shaylee Mansfield wurde 2009 in Burbank, Kalifornien, geboren. Ihre gehörlosen Eltern Sheena McFeely und Manny Johnson sind ehemalige Schauspieler und betreiben/betrieben ASL Nook, eine Website und einen YouTube-Kanal, auf dem sie die amerikanische Gebärdensprache (American Sign Language) den Zuschauern näherbringen. Mansfield hat eine jüngere Schwester, diese ist nicht gehörlos.
In den Jahren 2013 bis 2016 erzählte sie bei ASL Nook in American Sign Language Weihnachtsgeschichten wie The Nightmare Before Chrismas, How the Grinch Stole Christmas! und Rudolph the Red-Nosed Reindeer. Die HuffPost lobte die Nacherzählung von The Polar Express mit den Worten „Beautiful … like you’ve never seen before“.
2016 drehte die Familie Mansfield in Disneyland eine Unforgettable Stories-Werbung, in der sie einen Schauspieler trafen, der als Minnie Maus verkleidet war und vor kurzem begann die Gebärdensprache zu lernen. Das Video ging viral und erzielte im April 2016 11 Millionen Aufrufe, es wurde damit zur zweitmeistgesehenen Disney-Werbung.
Ab 2019 übernahm Mansfield Rollen in Fernsehserien und Kinofilmen. 2021 war sie in dem Katastrophenfilm 13 Minutes – Jede Sekunde zählt zu sehen. 2023 gehörte sie zum Cast der Miniserie The Company You Keep.

## Filmografie
| Erscheinungsjahr | Titel                                                             | Rollenname      |
| ---------------- | ----------------------------------------------------------------- | --------------- |
| 2013–2018        | ASL Nook (Webserie)                                               | Sich selbst     |
| 2018             | Born This Way: Deaf Out Loud (Dokumentarfilm)                     | Sich selbst     |
| 2019             | This Close (Fernsehserie, 1 Folge)                                | Margaret        |
| 2019             | Noelle                                                            | Michelle        |
| 2020             | Camp Kikiwaka (Bunk’d, Fernsehserie, Folge Feen gibt es wirklich) | Willow          |
| 2020             | Feel the Beat                                                     | Zuzu            |
| 2021             | 13 Minutes – Jede Sekunde zählt (13 Minutes)                      | Peyton          |
| 2022             | Madagascar: A Little Wild (Fernsehserie, 1 Folge)                 | Shaylee         |
| 2023             | The Company You Keep (Fernsehserie, 7 Folgen)                     | Ollie Nicoletti |